# Flagge Tschechiens
Die Flagge Tschechiens ist dieselbe, die bereits die Tschechoslowakei seit dem 30. März 1920 verwendet hat.

## Bedeutung und Beschreibung
Das Wappen Böhmens, das sich auch im Wappen Tschechiens wiederfindet, lieferte die Farben Rot und Weiß für die Nationalflagge Tschechiens. Das blaue Dreieck stand ursprünglich für den slowakischen Landesteil der Tschechoslowakei, wird aber auch als Farbe für Mähren interpretiert. Die Flagge steht mit ihrer Farbwahl in der Tradition der Panslawischen Farben.

Aufbau der Nationalflagge
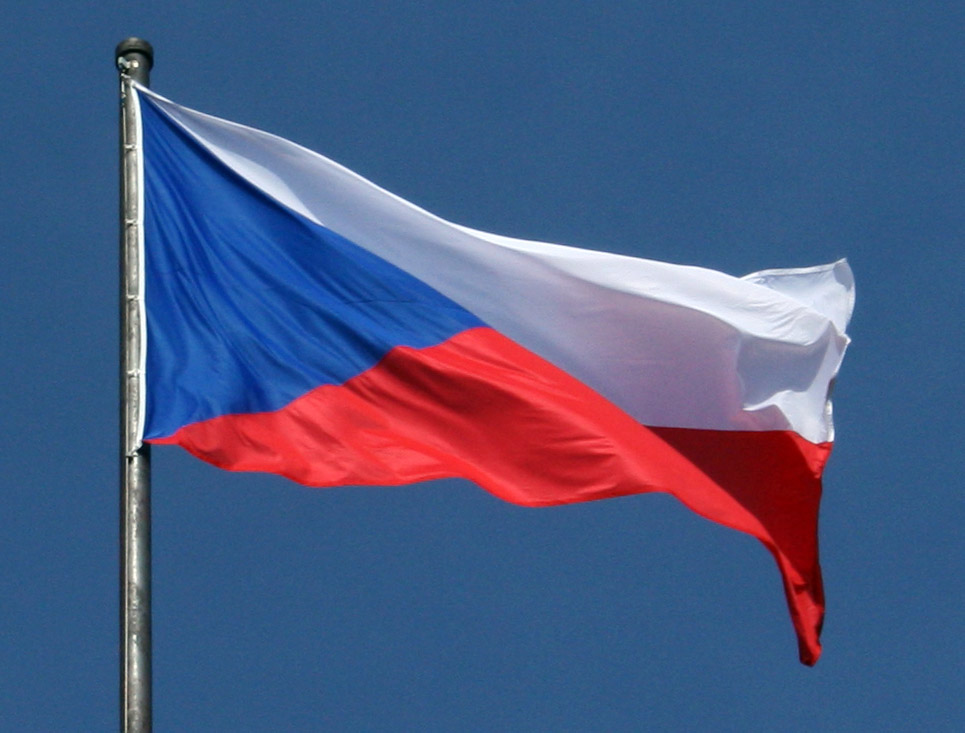
Wehende Flagge Tschechiens
Vertikal gesetzte Flagge

## Geschichte
Nach der Entstehung der Tschechoslowakei (ČSR) musste eine Flagge für den neuen Staat geschaffen werden. Zunächst wurden vorläufig verschiedene Formen der traditionellen weiß-roten böhmischen Flagge verwendet. 1918 wurde sie zur Flagge der Tschechoslowakei erklärt. Das wiedergegründete Polen führte aber fast die gleiche Flagge. Nur durch das Seitenverhältnis von 5:8 statt 2:3 konnte man beide Flaggen unterscheiden.
Zwei Jahre später, am 30. März 1920, wurde am linken Rand der Flagge ein blaues gleichschenkliges Dreieck für die Slowakei eingefügt. Das Blau entstammt der slowakischen Flagge. Nach anderen Quellen ist die blaue Farbe dem Wappen Mährens entnommen.
Das Protektorat Böhmen und Mähren verwendete kurze Zeit die tschechoslowakische Nationalflagge weiter. Ab dem 30. März 1939 wurde das von nationalsozialistischer Seite unerwünschte Symbol durch eine horizontale Trikolore in Weiß, Rot und Blau ersetzt. Die Tschechoslowakische Exilregierung führte die Staatssymbole weiter bis zur Wiedererrichtung der Tschechoslowakei 1945. 
Nach der Auflösung der Tschechoslowakei 1993 entschied man sich in Tschechien, die Flagge beizubehalten, obwohl dadurch Art. 3 Absatz 2 des Verfassungsgesetzes Nr. 542/1992 der Tschechoslowakei über die Auflösung der Tschechoslowakei verletzt wurde. Zuvor war am 13. März 1990 für die tschechische Teilrepublik innerhalb der ČSFR wieder die weiß-rote böhmische Flagge (2:3) eingeführt worden.

2:3  Tschechoslowakei (1918 bis 1920)
2:3  Tschechoslowakei, 1920 bis 1992
2:3  Protektorat Böhmen und Mähren 1939 bis 1945
2:3  Tschechien (Teilrepublik, 1990 bis 1992)

## Standarte des Präsidenten
Der Präsident der Republik führt eine eigene Flagge als Hoheitszeichen. Die offizielle Standarte des Präsidenten geht wie die Flagge auf ein tschechoslowakisches Vorbild zurück. Sie zeigt das große Staatswappen mit dem Wahlspruch Pravda vítězí (Die Wahrheit siegt).

1:1  Standarte des tschechoslowakischen Präsidenten 1918 bis 1960
1:1  Standarte des tschechoslowakischen Präsidenten 1960 bis 1990
1:1  Standarte des tschechoslowakischen Präsidenten 1990 bis 1992
1:1 Aktuelle Standarte des tschechischen Präsidenten

## Subnationale Flaggen

### Regionen
Hauptartikel: Flaggen und Wappen der tschechischen Regionen
Über Flaggen verfügen die 14 tschechischen Regionen (kraje). Außer der Hauptstadt Prag, die eine gelb-rote Bikolore führt, verwenden die Regionen Wappenbanner, das heißt Flaggen, die die Wappen der Regionen als Rechteck wiedergeben.

2:3 Prag
2:3 Pardubický kraj
2:3 Zlínský kraj

### Kommunale Flaggen
Die Flaggen der Gemeinden beruhen in aller Regel auf dem kommunalen Wappen. 

2:3 Brünn
2:3 Ostrava
2:3 Pilsen

### Historische Länder
Die Landesfarben der alten Regionen Böhmen, Mähren und Schlesien haben keinen offiziellen Status, werden aber von der Bevölkerung verwendet.

2:3 Böhmen
2:3 Mähren
2:3 Tschechisch-Schlesien
Mähren (Wappenbanner)

## Weitere Flaggen Tschechiens

Flugzeugkokarde
1:8 Nationalfarben (Trikolore)